# Иден, Ричард Джон
Ричард Джон Иден (англ. Richard John Eden; 2 июля 1922, Лондон, Великобритания — 25 сентября 2021, Пул, Дорсет, Великобритания) — британский физик-теоретик, работавший в области квантовой теории поля и теоретической ядерной физики, профессор Кембриджского университета.

## Биография
Ричард Иден родился 2 июля 1922 года в Лондоне, в семье учителей Джеймса и Доры Иден. Он учился в Хартфордской грамматической школе в Хартфорде, впоследствии известной как Richard Hale School.
В 1940 году Иден начал своё обучение в Питерхаусе — одном из колледжей Кембриджского университета. Из-за Второй мировой войны учёбу пришлось прервать — с 1942 года Иден служил в Корпусе королевских инженеров-электриков и механиков, отвечая за инсталляцию и ремонт радарного оборудования в районе Кембриджа. Он также побывал в Нидерландах, где принял участие в битве за Арнем.  
После окончания войны Иден вернулся в Кембриджский университет и продолжил своё обучение. В 1949 году он получил премию Смита по математике. В том же году он женился на Элcи Эдвардс (Elsie Edwards), впоследствии у них было трое детей — Майкл, Кристин и Кэролайн. 
В 1951 году Иден получил докторскую степень (Ph.D.). Его научным руководителем был Поль Дирак, тема диссертации — «Классическая и квантовая механика неголономных систем» (англ. The classical and quantum mechanics of non-holonomic systems). В том же 1951 году Иден был избран действительным членом (англ. Fellow) Клэр-колледжа, где получил должность директора математических исследований (англ. Director of Studies in Mathematics). Он также продолжал свою работу в Кавендишской лаборатории.
В 1954 году Иден вместе с семьёй посетил США. В течение полугода он работал в Институте перспективных исследований в Принстоне (штат Нью-Джерси). В этот период его рабочее место находилось в одной комнате с Альбертом Эйнштейном. Впоследствии Иден посещал Институт перспективных исследований в 1959, 1983 и 1989 годах. 
В 1964—1982 годах Иден работал ридером в Кембриджском университете, преподавал теоретическую физику. В 1966 году он стал одним из основателей нового кембриджского колледжа — Клэр-Холла. В 1974 году Иден создал исследовательскую группу по энергетическим вопросам (англ. Energy Research Group), которая находилась в составе Кавендишской лаборатории. В 1982 году он стал профессором и проработал в этой должности до своего выхода на пенсию в 1989 году. В 1989—1999 годах он был вице-президентом Клэр-Холла.
Ричард Иден скончался 25 сентября 2021 года в возрасте 99 лет в Пуле, пережив свою жену Элси, которая умерла в 2014 году. Все дети на момент его смерти были живы.

## Научные результаты
Начиная с 1950-х годов, основными направлениями исследований Ричарда Идена были квантовая теория поля, теоретическая ядерная физика и физика высоких энергий. Ряд его работ был посвящён исследованию аналитических свойств матрицы рассеяния (так называемой S-матрицы). В 1996 году вместе с Питером Ландсхоффом, Дэвидом Оливом и Джоном Полкинхорном Иден опубликовал подробное изложение теории матрицы рассеяния в книге «Аналитическая S-матрица» (англ. The analytic S-matrix). Эта книга, известная под сокращённым названием ELOP (по первым буквам фамилий её авторов), в течение многих лет используется студентами, изучающими квантовую теорию поля.

## Награды и премии
- Премия Смита[англ.] по математике Кембриджского университета (1949)[6].
- Медаль и премия Максвелла Института физики (1970)[6].
- Офицер ордена Британской империи (1978)[6].

## Некоторые публикации

### Книги
- R. J. Eden, P. V. Landshoff, D. I. Olive, J. C. Polkinghorne. The analytic S-matrix. — Cambridge University Press, 1966, 287 p.
- R. J. Eden. High energy collisions of elementary particles. — Cambridge University Press, 1967, 298 p.
- R. J. Eden, M. V. Posner, R. Bending, E. Crouch, J. Stanislaw. Energy economics: growth, resources and policies. — Cambridge University Press, 1981, 464 p., ISBN 978-0521236850
- R. J. Eden. Clare Hall: the origins and developments of a college for advanced study. — Cambridge University Press, 2009, ISBN 978-0953271733

### Статьи
- R. J. Eden, P. V. Landshoff. The problem of causality in S-matrix theory, Annals of Physics, 1965, v. 31, No. 2, p. 370—390, doi:10.1016/0003-4916(65)90264-2
- R. J. Eden. Regge poles and elementary particles, Reports on Progress in Physics, 1971, v. 34, No. 3, p. 995—1053, doi:10.1088/0034-4885/34/3/304
- R. J. Eden. Theorems on high energy collisions of elementary particles, Reviews of Modern Physics, 1971, v. 43, No. 1, p. 15—35, doi:10.1103/RevModPhys.43.15